# ديفيد باركس (لاعب كرة قدم)
ديفيد باركس (بالإنجليزية: David Parkes)‏ (17 مايو 1892 في المملكة المتحدة - 1975) هو لاعب كرة قدم بريطاني (وحمل سابقاً جنسية المملكة المتحدة لبريطانيا العظمى وأيرلندا) في مركز الدفاع. لعب مع برايتون أند هوف ألبيون وستوك سيتي وشيفيلد وينزداي وماكليسفيلد تاون ونادي روتشديل ونادي سانت إيلي تاون وNewcastle Town F.C. ‏.